# Jean Brihault
Jean Brihault est un enseignant de l'université Rennes 2 Haute Bretagne dont il occupe le poste de président de 1996 à 2001. En parallèle de ses activités dans l'enseignement, il occupe des fonctions de dirigeant au sein du monde du handball.

## Biographie

### Formation
- 1969 Il obtient une licence d'anglais et une licence de linguistique générale.
- 1970 Il obtient une maitrise d'anglais, sujet de recherche "The New Irish Question", ainsi que le CAPES théorique
- 1971 Il obtient l'agrégation

- 1985 Il obtient un doctorat d'État, sujet de recherche "Lady Morgan et l'Irlande", Directeur de recherche Professeur Jean NOEL.

### Carrière comme enseignant
- 1971 à 1972 : Agrégé stagiaire à Rennes au Lycée Anne de Bretagne et à l'université Rennes 2.
- 1972 à 1974 : Professeur agrégé au Lycée Baimbridge à Pointe-à-Pitre dans le cadre de l'Aide Technique.
- 1974 à 1981 : Assistant d'anglais à l'université Rennes 2.
- 1981 à 1982 : Maître Assistant stagiaire d'anglais à l'Université de Rennes 1.
- 1982 à 1985 : Maître Assistant d'anglais à l'université Rennes 2.
- 1985 à 1989 : Maître de Conférences d'anglais
- 1989 à 1992 : Professeur de seconde classe de Littérature et Civilisation Irlandaises
- 1992 : Professeur de première classe de Littérature et Civilisation Irlandaises[1]

## Fonction électives

### Présidence de l'université Rennes 2
Le 15 mars 1996 il est élu président de l'université Rennes 2, poste qu'il assure jusqu'en mars 2001.

### Présidence de la fédération européenne de handball
En parallèle à ses activités pédagogiques, il pratique le handball au Cercle Paul Bert à Rennes à la position de demi-centre, avant d'arbitrer un millier de matches puis de devenir dirigeant au sein de la fédération française. En 2006, il est élu vice-président de la fédération européenne de handball en se présentant aux côtés du norvégien Tor Lian, et participe à l'organisation de la plupart des championnats européens de handball, dont le championnat d'Europe de handball masculin 2010. Il devient président de la fédération européenne à partir du 22 juin 2012.

## Distinctions
Il reçoit le titre de Chevalier de la Légion d'honneur en février 2004